# Süper Lig
De Süper Lig is de hoogste voetbaldivisie in Turkije. De huidige naam is naar aanleiding van een sponsorcontract Trendyol Süper Lig. In deze competitie spelen negentien clubs waarvan de nummers 16, 17, 18 en 19 degraderen naar de TFF 1. Lig. Zoals de Turkse competitiecoëfficiënt er nu voor staat in de UEFA-coëfficiënten, plaatst de kampioen zich voor de play-offs en speelt de nummer twee kwalificatieronden in de UEFA Champions League, deze stroomt in de tweede kwalificatieronde voor niet-kampioenen in. De nummers drie en vier kwalificeren zich voor de kwalificatierondes van de UEFA Europa Conference League. De winnaar van de Turkse beker plaatst zich voor de play-offs van de UEFA Europa League. De competitie werd in 1923 opgericht met de naam Millî Lig (Nationale Liga) en verving daarmee de Türkiye Futbol Şampiyonası (Turks Voetbalkampioenschap) en de Millî Küme (Nationale Divisie).

## Geschiedenis
Voetbal werd eind 19e eeuw in Turkije geïntroduceerd door de Britten. Destijds was het spel nog lang niet populair in Turkije, mede doordat voetbal niet gepast was in het toenmalige Ottomaanse Rijk. Om onder de radar te blijven richtten Fuad Hüsnü en Reşat Danyal het eerste Turkse voetbalteam op, met weliswaar een Engelse naam; 'Black Stockings FC'. Met de val van het rijk (en het begin van de republiek Turkije), kreeg het voetbal serieuzere vormen. Turkse voetbalclubs waren er al: de eerste was Beşiktaş JK, in 1903 opgericht. In 1905 volgde Galatasaray en in 1907 Fenerbahçe, allen opgericht in Istanboel. Beşiktaş, hoewel in 1903 opgericht zoals in het logo van de club te zien is als Bereket Gymnastiek Club, verkreeg pas in augustos 1911 zijn voetbaltak.
Tot 1957 was er geen landelijke voetbaldivisie in Turkije. Clubs uit Istanbul en İzmir voetbalden voornamelijk tegen andere ploegen uit Istanbul en Izmir. Federasyon Kupası was de eerste (professionele) landelijke voetbaldivisie. In de jaren 1957 en 1958 werd de winnaar van de Federasyon Kupası, kampioen van Turkije en mocht het in de Europacup I het land vertegenwoordigen. In 1959 werd de Türkiye Birinci Ligi opgericht. Aanvankelijk (van 1957 tot 1978) werd het Turkse voetbal gedomineerd door "de grote drie" uit Istanbul. Jaren achter elkaar werden Beşiktaş JK, Fenerbahçe en Galatasaray kampioen van Turkije. Geen enkele andere ploeg leek er wat aan te kunnen doen tot in 1976 Trabzonspor kampioen werd. De ploeg uit Trabzon werd hierna tot 1985 steeds eerste of tweede. In 2010 doorbrak Bursaspor uit Bursa de hegemonie van "de grote vier" en werd kampioen van Turkije. De 4 grote ploegen van Turkije werd sindsdien de vijf grote ploegen van het land.
In de loop der jaren werden in het Europees voetbal ook kleine successen geboekt door Turkse clubs: Het grootste succes boekt Galatasaray, in 2000 wonnen ze de UEFA Cup en de UEFA Supercup. Daarnaast bereikten ze de halve finale van de Europacup I in 1989 en vijf keer de kwartfinale (1963, 1970 (EC-I), 1992 (EC-II), 2001 en 2013 (CL). In het seizoen 1968/69 bereikte Göztepe Izmir de halve finale van de Jaarbeursstedenbeker en in het seizoen 1969/70 de kwartfinale van de EC-II. Daarnaast bereikten Fenerbahçe SK (1964, EC-II en 2008, CL), Bursaspor (1975, EC-II) en Beşiktaş JK (1987, EC-I), 2002/03 en 2016/17 UEFA Cup de kwartfinale. In 2012/2013 bereikte Fenerbahce SK de halve finale van de Europa League.

## Verdeling Europese plaatsen

### Champions League
De UEFA Champions League stelt ieder jaar twee plaatsen (waarvan één rechtstreeks en één via de laatste play-off) open voor Turkse ploegen om deel te nemen aan het toernooi. De landskampioen op het einde van de competitie plaatst zich voor het Champions League toernooi van het volgende seizoen. De tweede moet in augustus de kwalificatie afdwingen door om het even welke buitenlandse club te verslaan in zowel de derde kwalificatieronde als in de play-offs in de niet-kampioenen route. De duels worden in twee wedstrijden beslist (een heen- en een terugwedstrijd).

### Europa League
Aan dit toernooi mag één Turkse ploegen deel nemen en dat is de winnaar van de Turkse beker.

### Europa Conference League
Aan dit toernooi mogen twee Turkse ploegen deel nemen. De deelnemers zijn de ploegen die in de competitie op een derde en vierde plaats eindigen. Mits een bekertoernooi wordt gewonnen door een ploeg uit de top vier, mag ook de vijfde ploeg van de competitie naar de Europa Conference League.

## Landskampioenen
| jaar      | club        |
| --------- | ----------- |
| 1956/1957 | Beşiktaşa   |
| 1957/1958 | Beşiktaşa   |
| 1959      | Fenerbahçe  |
| 1959/1960 | Beşiktaş    |
| 1960/1961 | Fenerbahçe  |
| 1961/1962 | Galatasaray |
| 1962/1963 | Galatasaray |
| 1963/1964 | Fenerbahçe  |
| 1964/1965 | Fenerbahçe  |
| 1965/1966 | Beşiktaş    |
| 1966/1967 | Beşiktaş    |
| 1967/1968 | Fenerbahçe  |
| 1968/1969 | Galatasaray |
| 1969/1970 | Fenerbahçe  |
| 1970/1971 | Galatasaray |
| 1971/1972 | Galatasaray |
| 1972/1973 | Galatasaray |
| 1973/1974 | Fenerbahçe  |
| 1974/1975 | Fenerbahçe  |

| jaar      | club        |
| --------- | ----------- |
| 1975/1976 | Trabzonspor |
| 1976/1977 | Trabzonspor |
| 1977/1978 | Fenerbahçe  |
| 1978/1979 | Trabzonspor |
| 1979/1980 | Trabzonspor |
| 1980/1981 | Trabzonspor |
| 1981/1982 | Beşiktaş    |
| 1982/1983 | Fenerbahçe  |
| 1983/1984 | Trabzonspor |
| 1984/1985 | Fenerbahçe  |
| 1985/1986 | Beşiktaş    |
| 1986/1987 | Galatasaray |
| 1987/1988 | Galatasaray |
| 1988/1989 | Fenerbahçe  |
| 1989/1990 | Beşiktaş    |
| 1990/1991 | Beşiktaş    |
| 1991/1992 | Beşiktaş    |
| 1992/1993 | Galatasaray |
| 1993/1994 | Galatasaray |

| jaar      | club        |
| --------- | ----------- |
| 1994/1995 | Beşiktaş    |
| 1995/1996 | Fenerbahçe  |
| 1996/1997 | Galatasaray |
| 1997/1998 | Galatasaray |
| 1998/1999 | Galatasaray |
| 1999/2000 | Galatasaray |
| 2000/2001 | Fenerbahçe  |
| 2001/2002 | Galatasaray |
| 2002/2003 | Beşiktaş    |
| 2003/2004 | Fenerbahçe  |
| 2004/2005 | Fenerbahçe  |
| 2005/2006 | Galatasaray |
| 2006/2007 | Fenerbahçe  |
| 2007/2008 | Galatasaray |
| 2008/2009 | Beşiktaş    |
| 2009/2010 | Bursaspor   |
| 2010/2011 | Fenerbahçe  |
| 2011/2012 | Galatasaray |
| 2012/2013 | Galatasaray |

| jaar      | club        |
| --------- | ----------- |
| 2013/2014 | Fenerbahçe  |
| 2014/2015 | Galatasaray |
| 2015/2016 | Beşiktaş    |
| 2016/2017 | Beşiktaş    |
| 2017/2018 | Galatasaray |
| 2018/2019 | Galatasaray |
| 2019/2020 | Başakşehir  |
| 2020/2021 | Beşiktaş    |
| 2021/2022 | Trabzonspor |
| 2022/2023 | Galatasaray |
| 2023/2024 | Galatasaray |
| 2024/2025 | Galatasaray |

| Club        | Stad      | Titels | Seizoenen (1956-2024) |
| ----------- | --------- | ------ | --- |
| Galatasaray | Istanboel | 25     | 1962, 1963, 1969, 1971, 1972, 1973, 1987, 1988, 1993, 1994, 1997, 1998, 1999, 2000, 2002, 2006, 2008, 2012, 2013, 2015, 2018, 2019, 2023, 2024, 2025 |
| Fenerbahçe  | Istanboel | 19     | 1959, 1961, 1964, 1965, 1968, 1970, 1974, 1975, 1978, 1983 , 1985, 1989, 1996, 2001, 2004, 2005, 2007, 2011, 2014                                    |
| Beşiktaş    | Istanboel | 16 a   | 1957, 1958, 1960, 1966, 1967, 1982, 1986, 1990, 1991, 1992, 1995, 2003, 2009, 2016, 2017, 2021                                                       |
| Trabzonspor | Trabzon   | 7      | 1976, 1977, 1979, 1980, 1981, 1984, 2022 |
| Bursaspor   | Bursa     | 1      | 2010 |
| Başakşehir  | Istanboel | 1      | 2020 |

a Ondanks dat de officiële start van de Süper Lig door de TFF als 1959 wordt aangemerkt, heeft de Arbitragecommissie van de Turkse voetbalbond met haar besluiten (2002/52E en 2002/68K) van 9 mei 2002 twee kampioenschappen toegekend aan Beşiktaş in verband met de in (deels) competitievorm gespeelde seizoenen 1956-1957 en 1957-1958 ter bepaling van de vertegenwoordiging van het Turkse voetbal in de Europacup I.

## Eeuwige ranglijst
De clubs in het vet spelen in 2025/26 in de Süper Lig:
| Club                   | Stad          | /68 | Periode (1959-2026)                                                                |
| ---------------------- | ------------- | --- | ---------------------------------------------------------------------------------- |
| Beşiktaş               | Istanboel     | 68  | 1959-                                                                              |
| Fenerbahce             | Istanboel     | 68  | 1959-                                                                              |
| Galatasaray            | Istanboel     | 68  | 1959-                                                                              |
| Ankaragücü             | Ankara        | 54  | 1959-1968, 1969-1976, 1977-1978, 1981-2012, 2018-2021, 2022-2024                   |
| Trabzonspor            | Trabzon       | 52  | 1974-                                                                              |
| Bursaspor              | Bursa         | 50  | 1967-2004, 2006-2019                                                               |
| Gençlerbirliği         | Ankara        | 49  | 1959-1970, 1983-1988, 1989-2018, 2019-2021, 2025-                                  |
| Altay                  | İzmir         | 42  | 1959-1983, 1984-1990, 1991-2000, 2002-2003, 2021-2022                              |
| Samsunspor             | Samsun        | 33  | 1969-1975, 1976-1979, 1982-1983, 1985-1990, 1991-1992, 1993-2006, 2011-2012, 2023- |
| Göztepe                | İzmir         | 32  | 1959-1977,1978-1980,1981-1982,1990-2000, 2001–2003, 2017-2022, 2024-               |
| Gaziantepspor          | Gaziantep     | 31  | 1979-1983, 1990-2017                                                               |
| Antalyaspor            | Antalya       | 30  | 1982-1985, 1986-1987, 1994-2002, 2006-2007, 2008-2014, 2015-                       |
| Eskişehirspor          | Eskişehir     | 30  | 1966-1982, 1984-1989, 1995-1996, 2008-2016                                         |
| Istanbulspor           | Istanboel     | 26  | 1959-1967, 1968-1972, 1995-2005, 2022-2024                                         |
| Konyaspor              | Konya         | 27  | 1988-1993, 2003-2009, 2010-2011, 2013-                                             |
| Çaykur Rizespor        | Rize          | 24  | 1979-1981, 1985-1989, 2000-2002, 2003-2008, 2013-2017, 2018-2022, 2023-            |
| Adanaspor              | Adana         | 22  | 1971-1984, 1988-1991, 1998-2001, 2002-2004, 2016-2017                              |
| Kasımpaşa              | Istanboel     | 22  | 1959-1964, 2007-2008, 2009-2011, 2012-                                             |
| Adana Demirspor        | Adana         | 21  | 1960-1961, 1973-1984, 1987-1990, 1991-1992, 1994–1995, 2021-2025                   |
| Denizlispor            | Denizli       | 21  | 1983-1988, 1994-1997, 1999-2010, 2019-2021                                         |
| Boluspor               | Bolu          | 20  | 1970-1979, 1980-1985, 1986-1992                                                    |
| Kocaelispor            | İzmit         | 21  | 1980-1988, 1992-2003, 2008-2009, 2025-                                             |
| Kayserispor            | Kayseri       | 21  | 2004-2014, 2015-                                                                   |
| Sivasspor              | Sivas         | 19  | 2005-2016, 2017-2025                                                               |
| Başakşehir             | Istanboel     | 18  | 2007-2013, 2015-                                                                   |
| Karşıyaka SK           | İzmir         | 16  | 1959-1964, 1966-1967, 1970-1972, 1987-1991, 1992-1994, 1995-1996                   |
| Mersin İdman Yurdu     | Mersin        | 15  | 1967-1974, 1976-1978, 1980-1981, 1982-1983, 2011–2013, 2015-16                     |
| Vefa SK                | Istanboel     | 14  | 1959-1963, 1965-1974                                                               |
| Zonguldakspor          | Zonguldak     | 14  | 1974-1988                                                                          |
| Ankara Demirspor       | Ankara        | 13  | 1959-1971                                                                          |
| Kayseri Erciyesspor    | Kayseri       | 13  | 1973-1975, 1979-1980, 1985-1986, 1992-1996, 1997-1998, 2005-2007, 2013-2015        |
| Sarıyer GK             | Sarıyer       | 13  | 1982-1994, 1996-1997                                                               |
| PTT SK Ankara          | Ankara        | 12  | 1960-1971, 1972-1973                                                               |
| Diyarbakirspor         | Diyarbakır    | 11  | 1977-1980, 1981-1982, 1986-1987, 2001-2006, 2009-2010                              |
| Malatyaspor            | Malatya       | 11  | 1984-1990, 2001-2006                                                               |
| Orduspor               | Altınordu     | 11  | 1975-1981, 1983-1986, 2011-2013                                                    |
| Sakaryaspor            | Adapazarı     | 11  | 1981-1986, 1987-1990, 1998-1999, 2004-2005, 2006-2007                              |
| Altınordu SK           | İzmir         | 10  | 1959-1965, 1966-1970                                                               |
| Şekerspor              | Ankara        | 10  | 1959-1963, 1964-1966, 1967-1969, 1972-1973, 1997-1998                              |
| Izmirspor              | İzmir         | 10  | 1959-1967, 1968-1969                                                               |
| Kardemir Karabükspor   | Karabük       | 10  | 1993-1994, 1997-1999, 2010-2015, 2016-2018                                         |
| Fatih Karagümrük       | Istanboel     | 10  | 1959-1963, 1983-1984, 2020-2024, 2025-                                             |
| Alanyaspor             | Alanya        | 10  | 2016-                                                                              |
| Feriköy SK             | Istanboel     | 9   | 1959-1968                                                                          |
| Ankaraspor             | Ankara        | 9   | 2004-2010, 2015-2018                                                               |
| Akhisar Belediyespor   | Akhisar       | 8   | 2012-2019                                                                          |
| Beykoz 1908            | Beykoz        | 8   | 1959-1966                                                                          |
| Hacettepe              | Ankara        | 8   | 1959-1960, 1962-1968                                                               |
| Giresunspor            | Giresun       | 8   | 1971-1977, 2021-2023                                                               |
| Manisaspor             | Manisa        | 6   | 2005-2008, 2009-2012                                                               |
| Gaziantep              | Gaziantep     | 7   | 2019-                                                                              |
| Belediye Vanspor       | Van           | 5   | 1994-1998, 1999-2000                                                               |
| Yeni Malatyaspor       | Malatya       | 5   | 2017-2022                                                                          |
| Zeytinburnuspor        | Istanboel     | 5   | 1989-1991, 1993-1995, 1996-1997                                                    |
| Hatayspor              | Antiochië     | 5   | 2020-2025                                                                          |
| Elazığspor             | Elazığ        | 4   | 2002-2004, 2012-2014                                                               |
| Aydınspor              | Aydın         | 3   | 1990-1993                                                                          |
| Bakırköyspor           | Istanboel     | 3   | 1990-1993                                                                          |
| Çanakkale Dardanelspor | Çanakkale     | 3   | 1996-1999                                                                          |
| Erzurumspor            | Erzurum       | 3   | 1998-2001                                                                          |
| Eyüpspor               | Eyüp          | 2   | 2024-                                                                              |
| Alibeyköyspor          | Eyüp          | 2   | 1959-1960                                                                          |
| Akçaabat Sebatspor     | Akçaabat      | 2   | 2003-2005                                                                          |
| Balıkesirspor          | Balıkesir     | 2   | 1975-1976, 2014-2015                                                               |
| Beyoğluspor            | Istanboel     | 2   | 1962-1964                                                                          |
| Hacettepe              | Ankara        | 2   | 2007-2009                                                                          |
| Yeşildirek SK          | Istanboel     | 2   | 1961-1963                                                                          |
| Yimpaş Yozgatspor      | Yozgat        | 2   | 2000-2002                                                                          |
| BB Erzurumspor         | Erzurum       | 2   | 2018-2019, 2020-2021                                                               |
| Bucaspor               | İzmir         | 1   | 2010-2011                                                                          |
| Kahramanmaraşspor      | Kahramanmaraş | 1   | 1988-1989                                                                          |
| MKE Kırıkkalespor      | Kırıkkale     | 1   | 1978-1979                                                                          |
| Petrol Ofisi SK        | Ankara        | 1   | 1994-1995                                                                          |
| Siirt Jet-PA Spor      | Siirt         | 1   | 2000-2001                                                                          |
| Ümraniyespor           | Istanboel     | 1   | 2022-2023                                                                          |
| Pendikspor             | Istanboel     | 1   | 2023-2024                                                                          |
| Bodrum FK              | Bodrum        | 1   | 2024-2025                                                                          |

## Nederlanders in de Süper Lig
Spelers
- Patrick van Aanholt: Galatasaray SK
- Ismaïl Aissati: Antalyaspor, Alanyaspor, Denizlispor, Adana Demirspor
- Roland Alberg: Elazığspor
- Erol Erdal Alkan: Elazığspor
- Ahmet Altin: BB Erzurumspor, Samsunspor
- Nordin Amrabat: Kayserispor, Galatasaray SK
- Yener Arica: Kayserispor
- Deniz Aslan: Bursaspor, Antalyaspor, Elaziğspor, Boluspor
- Ryan Babel: Kasımpaşa SK, Beşiktaş JK, Galatasaray SK
- Nacer Barazite: Malatyaspor
- Bilal Başacıkoğlu: Kayserispor, Trabzonspor Gaziantep FK
- Ömer Bayram: Kayserispor, Akhisar Belediyespor, Galatasaray
- Diego Biseswar: Kayserispor
- Frank de Boer: Galatasaray SK
- Jeremy Bokila: Akhisar Belediyespor
- John van den Brom: Istanbulspor
- Tjaronn Chery: Kayserispor
- Nadir Çiftçi: Kayserispor
- Aykut Demir: Gençlerbirliği SK, Trabzonspor, Osmanlıspor, Giresunspor, BB Erzurumspor
- Stefano Denswil: Trabzonspor
- Mitchell Donald: Yeni Malatyaspor, BB Erzurumspor
- Ryan Donk: Kasımpaşa SK, Galatasaray SK
- Royston Drenthe: Erciyesspor
- Eljero Elia: İstanbul Başakşehir
- Ferdi Elmas: Rizespor, Ankaraspor, Galatasaray SK, Karabükspor
- Marvin Emnes: Akhisar Belediyespor
- Ulrich van Gobbel: Galatasaray SK
- Ferhat Görgülü: Gençlerbirliği SK, Karabükspor, Giresunspor
- Pierre van Hooijdonk: Fenerbahçe SK
- Joshua John: Bursaspor
- Nigel de Jong: Galatasaray
- Moestafa El Kabir: Gençlerbiriği SK, Antalyaspor, Ankaragücü, Çaykur Rizespor, BB Erzurumspor
- Ferdi Kadıoğlu: Fenerbahçe SK
- Ozan Kökcü: Bursaspor, Giresunspor
- Dirk Kuyt: Fenerbahçe SK
- Jeremain Lens: Fenerbahçe SK, Beşiktaş JK, Fatih Karagümrük
- Adam Maher: Osmanlıspor
- Elvis Manu: Gençlerbirliği SK, Akhisar Belediyespor
- Garry Mendes Rodrigues: Galatasaray SK, Fenerbahce SK
- Hurşut Meriç: Gençlerbirliği SK, Rizespor
- Hilmi Mihci: Sivasspor
- Youness Mokhtar: Ankaragücü
- Kiki Musampa: Trabzonspor
- Araz Özbiliz: Beşiktaş JK
- Oğuzhan Özyakup: Besiktas JK
- Robin van Persie: Fenerbahçe SK
- Glynor Plet: Alanyaspor
- Burak Saban: Konyaspor, Konya Anadolu Selçukspor
- Mustafa Saymak: Rizespor
- Wesley Sneijder: Galatasaray SK
- William Troost-Ekong: Bursaspor
- Oguzhan Türk: Gaziantepspor
- Deniz Türüç: Kayserispor, Fenerbahce SK, İstanbul Başakşehir
- Peter van Vossen: Istanbulspor
- Boy Waterman: Karabükspor
- Gregory van der Wiel: Fenerbahçe SK
- Nordin Wooter: Sivasspor
- Murat Yildirim: Yeni Malatyaspor
- Uğur Yildirim: Gaziantepspor, Sivasspor
- Marvin Zeegelaar: Elaziğspor
- Sergio Zijler: Orduspor

Trainers
- Leo Beenhakker: Istanbulspor
- Phillip Cocu: Fenerbahçe SK
- Erwin Koeman: Fenerbahçe SK
- Guus Hiddink: Fenerbahçe SK
- Frank Rijkaard: Galatasaray SK
- Jan Olde Riekerink: Galatasaray SK
- Dick Advocaat: Fenerbahçe SK

## Andere bekende spelers/trainers in de Süper Lig
Turkse spelers  Turkije
- Hamit Altintop
- Emre Belözoğlu
- Tanju Çolak
- Merih Demiral
- Nihat Kahveci
- Tugay Kerimoğlu
- Lefter Küçükandonyadis
- Metin Oktay
- Rüştü Reçber
- Nuri Sahin
- Tuncay Şanlı
- Hakan Şükür
- Cenk Tosun
- Arda Turan
- Cengiz Ünder

Turkse trainers  Turkije
- Mustafa Denizli
- Şenol Güneş
- Fatih Terim

Buitenlandse spelers
 Brazilië
- Adriano
- Ailton
- Elano Blumer
- Roberto Carlos
- Flávio Conceição
- Cris
- Dedê
- Diego
- Fernando
- Luiz Gustavo
- Mario Jardel
- Jô
- José Kléberson
- Lincoln
- Vagner Love
- Marcelinho
- Felipe Melo
- Ricardinho
- Robinho
- Andre Santos
- Alex de Souza
- Cláudio Taffarel
- Talisca
- Alex Telles

 Duitsland
- Fabian Ernst
- Mario Gomez
- Kevin Großkreutz
- Loris Karius
- Max Kruse
- Marko Marin
- Lukas Podolski

 Frankrijk
- Nicolas Anelka
- Cédric Carrasso
- Édouard Cissé
- Aly Cissokho
- Gaël Clichy
- Julien Escudé
- Bafetimbi Gomis
- Florent Malouda
- Jérémy Ménez
- Samir Nasri
- Steven Nzonzi
- Adil Rami
- Franck Ribéry
- Loïc Rémy
- Mathieu Valbuena

 Ivoorkust
- Didier Drogba
- Emmanuel Eboue
- Abdul Kader Keïta
- Arouna Koné
- Didier Zokora

 Kameroen
- Aurelien Chedjou
- Samuel Eto'o
- Stéphane Mbia
- Geremi Njitap
- Rigobert Song

 Nederland
- Ryan Babel
- Frank de Boer
- Pierre van Hooijdonk
- Vincent Janssen
- Nigel de Jong
- Patrick Kluivert
- Dirk Kuyt
- Robin van Persie
- Wesley Sneijder
- Gregory van der Wiel

 Nigeria
- Victor Moses
- John Obi Mikel
- Jay Jay Okocha
- Taye Taiwo
- Joseph Yobo

 Portugal
- Hugo Almeida
- Bruno Alves
- Jose Bosingwa
- Fernando Meira
- Raul Meireles
- Nani
- Pepe
- João Pereira
- Ricardo Quaresma
- Simão

 Roemenië
- Gheorghe Hagi
- Adrian Ilie
- Gheorghe Popescu

 Senegal
- Demba Ba
- Mamadou Niang
- Moussa Sow

 Servië
- Radomir Antić
- Mateja Kežman
- Lazar Marković
- Dušan Tadić

 Spanje
- Daniel Güiza
- Guti
- Álvaro Negredo
- Albert Riera
- Roberto Soldado

 Tsjechië
- Milan Baroš
- Marek Heinz
- Tomáš Ujfaluši

Overig
- Sofiane Feghouli  Algerije
- Islam Slimani  Algerije
- Ariel Ortega  Argentinië
- José Sosa  Argentinië
- Harry Kewell  Australië
- Lucas Neill  Australië
- Jean-Marie Pfaff  België
- Radamel Falcao  Colombia
- Faryd Mondragon  Colombia
- Ahmed Hassan  Egypte
- Daniel Sturridge  Engeland
- Darius Vassell  Engeland
- Mario Lemina  Gabon
- Sjota Arveladze  Georgië
- Stephen Appiah  Ghana
- Kevin-Prince Boateng  Ghana
- Theofanis Gekas  Griekenland
- Konstantinos Mitroglou  Griekenland
- Shinji Kagawa  Japan
- Yuto Nagatomo  Japan
- Younes Belhanda  Marokko
- Giovani dos Santos  Mexico
- Goran Pandev  Noord-Macedonië
- John Carew  Noorwegen
- Oscar Cardozo  Paraguay
- Martin Škrtel  Slowakije
- Miroslav Stoch  Slowakije
- Emmanuel Adebayor  Togo
- Diego Lugano  Uruguay
- Fernando Muslera  Uruguay
- Jozy Altidore  Verenigde Staten
- Jermaine Jones  Verenigde Staten
- Alexander Hleb  Wit-Rusland
- Johan Djourou  Zwitserland
- Gökhan Inler  Zwitserland

Buitenlandse trainers
- Hector Cuper  Argentinië
- Eric Gerets  België
- Roberto Carlos  Brazilië
- Didi  Brazilië
- Carlos Alberto Parreira  Brazilië
- Zico  Brazilië
- Christoph Daum  Duitsland
- Jupp Derwall  Duitsland
- Karl-Heinz Feldkamp  Duitsland
- Joachim Löw  Duitsland
- Bernd Schuster  Duitsland
- Michael Skibbe  Duitsland
- Jean Tigana  Frankrijk
- Roberto Mancini  Italië
- Cesare Prandelli  Italië
- Slaven Bilic  Kroatië
- Robert Prosinečki  Kroatië
- Igor Tudor  Kroatië
- Dick Advocaat  Nederland
- Leo Beenhakker  Nederland
- Philip Cocu  Nederland
- Guus Hiddink  Nederland
- Frank Rijkaard  Nederland
- Gheorghe Hagi  Roemenië
- Mircea Lucescu  Roemenië
- Graeme Souness  Schotland
- Luis Aragonés  Spanje
- Vicente del Bosque  Spanje

Adana Demirspor · 
Alanyaspor · 
Antalyaspor · 
Başakşehir · 
Beşiktaş · 
Bodrum FK · 
Eyüpspor · 
Fenerbahçe · 
Galatasaray · 
Gaziantep FK · 
Göztepe · 
Hatayspor ·
Kasımpaşa · 
Kayserispor · 
Konyaspor · 
Çaykur Rizespor · 
Samsunspor · 
Sivasspor · 
Trabzonspor ·
1959 · 1959/60 · 1960/61 · 1961/62 · 1962/63 · 1963/64 · 1964/65 · 1965/66 · 1966/67 · 1967/68 · 1968/69 · 1969/70 · 1970/71 · 1971/72 · 1972/73 · 1973/74 · 1974/75 · 1975/76 · 1976/77 · 1977/78 · 1978/79 · 1979/80 · 1980/81 · 1981/82 · 1982/83 · 1983/84 · 1984/85 · 1985/86 · 1986/87 · 1987/88 · 1988/89 · 1989/90 · 1990/91 · 1991/92 · 1992/93 · 1993/94 · 1994/95 · 1995/96 · 1996/97 · 1997/98 · 1998/99 · 1999/00 · 2000/01 · 2001/02 · 2002/03 · 2003/04 · 2004/05 · 2005/06 · 2006/07 · 2007/08 · 2008/09 · 2009/10 · 2010/11 · 2011/12 · 2012/13 · 2013/14 · 2014/15 · 2015/16 · 2016/17 · 2017/18 · 2018/19 · 2019/20 · 2020/21 · 2021/22 · 2022/23 · 2023/24 · 2024/25
Süper Lig · TFF 1. Lig · TFF 2. Lig · TFF 3. Lig · Bölgesel Amatör Lig · Beker · Supercup

Turkse voetbalbond · Nationaal elftal